# 罗伊·谢德
罗伊·理查德·谢德（英語：Roy Richard Scheider，1932年11月10日—2008年2月10日）是一位美國電影演員，曾經2次入圍奧斯卡獎，主演過最知名的作品是《大白鯊》。謝德出生于新澤西，大學曾就讀于新澤西州的罗格斯大学和賓夕法尼亞州的富兰克林·马歇尔大学，主修戲劇。

## 生平
罗伊·谢德出生於美國的新澤西州，學生時代曾是棒球員，後來又於美國空軍服役三年。
其戲劇生涯是肇始於就讀羅格斯大學戲劇專業，接著在電視台任演員。而其第一部參演的電影是1963年的《活屍的詛咒》（The Curse of the Living Corpse）；接著下來其參演的電影都是以配角身份登場，直到1973年《七起》（The Seven-Ups）才正式出任主角。
而真正讓他聲名大噪的，則是在1975年參演的經典巨作《大白鯊》。該片裡他飾演一個警察局長，負責追殺大白鯊，獲提名美國電影協會最佳演員名單。1978年他再主演《大白鯊》續集，隔年又以《爵士春秋》獲得了奧斯卡最佳男主角提名，1987年在《大白鲨大報復》中他沒有再主演，已警署內的相片中登場。

## 逝世
他於2004年證實患有血癌，經過多年治療，最後於2008年2月10日病逝於阿肯色州小石城的阿肯色大學醫療科學醫院（University of Arkansas for Medical Sciences hospital）。

## 作品
- 1963年：《活屍的詛咒》
- 1971年：《柳巷芳草》
- 1971年：《霹靂神探》
  - 提名奧斯卡最佳男配角獎
- 1973年：《七起》
- 1975年：《大白鯊》
- 1976年：《霹靂鑽》
- 1978年：《大白鲨2》
- 1979年：《爵士春秋》
  - 提名奧斯卡最佳男主角獎
  - 提名金球獎最佳音樂及喜劇類電影男主角
  - 提名英國電影學院獎最佳男主角
- 1983年：《藍色霹靂號》
  - 提名土星獎最佳男主角
- 1984年：《2010》
- 1986年：《男子俱樂部》
- 1987年：《第四次戰爭》
- 1988年：《聽我》
- 1989年：《俄羅斯內務》
- 1991年：《裸體午餐》
- 1993年：《狂野法院》
- 1994年：《羅密歐在流血》
- 1996年：《和平保衛者》
- 1997年：《執行目標》
- 1998年：《白烏鴉》
- 1999年：《指軍鏈》
- 2001年：《門口》
- 2004年：《神鬼制裁》
- 2006年：《最後的機會》